# Twierdzenie Riesza-Fischera
Twierdzenie Riesza-Fischera – twierdzenie analizy harmonicznej mówiące, że każdy ciąg liczb zespolonych sumowalny z kwadratem jest ciągiem współczynników Fouriera pewnej funkcji całkowalnej z kwadratem, określonej na przedziale {\displaystyle [-\pi ,\pi ].} Teoria została dowiedziona niezależnie przez węgierskiego matematyka Frigyesa Riesza w 1907 oraz Ernsta Sigismunda Fischera w 1908.
Teoria Riesza-Fischera początkowo była teorią związaną jedynie z szeregami Fouriera, pokazuje jednak dużą wagę całki Lebesgue’a oraz jednocześnie dała nowy początek analizie funkcjonalnej.

## Definicja
Jeżyli mamy ortogonalny oraz normalny system funkcji {\displaystyle \phi _{k}(x),} które są całkowalne z kwadratem w sensie Lebesgue’a.
To znaczy spełniające warunek:
{\displaystyle \int _{-\infty }^{\infty }|f(x)|^{2}\,\mathrm {d} x<\infty .}
Wtedy każdy ciąg liczb rzeczywistych {\displaystyle a_{i}\in \mathbb {R} } spełniających warunek {\displaystyle \sum a_{i}^{2}<\infty } implikuje istnienie innej funkcji {\displaystyle f(x),} która spełnia warunek:
{\displaystyle \int f(x)\phi _{i}(x)=a_{i}} dla każdego {\displaystyle i.}
Stosując uogólnienie całkowania, można stwierdzić, że dla każdego elementu {\displaystyle l^{2}} istnieje odpowiednia funkcja, której współczynniki Fouriera są wektorami w {\displaystyle l^{2}}.